# SoftBank 821SC
SoftBank 821SC (ソフトバンク はちにいいち エスシー) は、韓国のサムスン電子によって開発された、ソフトバンクモバイルの第三世代携帯電話 (SoftBank 3G) 端末である。2008年4月13日発売。同時期に820SCも有機ELワンセグ機種として販売されているが、821SCには、2軸回転型の折りたたみ型筐体でなかったりと異なる点が多いことから、実質兄弟機ではないと思われる。

## 主な機能・サービス
| 主な対応サービス         | 主な対応サービス       | 主な対応サービス     | 主な対応サービス |
| ------------------------ | ---------------------- | -------------------- | ---------------- |
| S!一斉トーク             | S!ともだち状況         | Yahoo!mocoa          |                  |
| S!ループ                 | S!タウン               | S!速報ニュース       |                  |
| PCサイトブラウザ         | 電子コミック           | S!アプリ             |                  |
| 着うたフル／着うた       | アレンジメール         | S!電話帳バックアップ |                  |
| S!FeliCa                 | S!ミュージックコネクト | S!GPSナビ            |                  |
| コンテンツおすすめメール | TVコール               | 国際ローミング       |                  |
| ワンセグ                 | 3G ハイスピード        | S!おなじみ操作       |                  |

## 特徴
女性の手にも持ちやすいコンパクトなサイズのワンセグ機能付き携帯電話。そのデザインは、背面中央の上寄りに有機ELディスプレイを横帯状に配置した、簡潔な直方体という形を取っている。他にも、言語選択に韓国語が設定されていたり、SMSやカレンダーでハングルが入力できるなど、韓国製らしさを持つ (ただし、国際ローミングには対応していない) 。さらに音声認識機能が用意されており、目の不自由な人でも操作できる（誤認識は10回中1回ほどである）。また、パノラマ合成がカメラ撮影中に可能である。発売から間もなく、家電量販店等でのスーパーボーナスで一括払いを利用する際の端末代が安い、いわゆる「スパボ一括」の対象機種になることが多く、韓国製端末としては比較的好調なセールスを保っていた。またソフトバンクモバイルの機種ではプリペイドも含め、長くカタログに載っていためずらしい機種でもある。
エントリーモデルの機種としては珍しく、Bluetooth通信にも対応し、自動車の車内におけるハンズフリー通話を可能としている。また、赤外線通信にも対応している。
2009年6月20日からプリモバイル向け端末としても販売される（ホワイトとブラックの2色のみ）。2011年5月まで、プリモバイル向け端末としては唯一のワンセグ対応モデルであったが、同年6月24日にSoftBank 840SCがワンセグ対応モデルとして正式に追加されている。